# Horacio Coppola

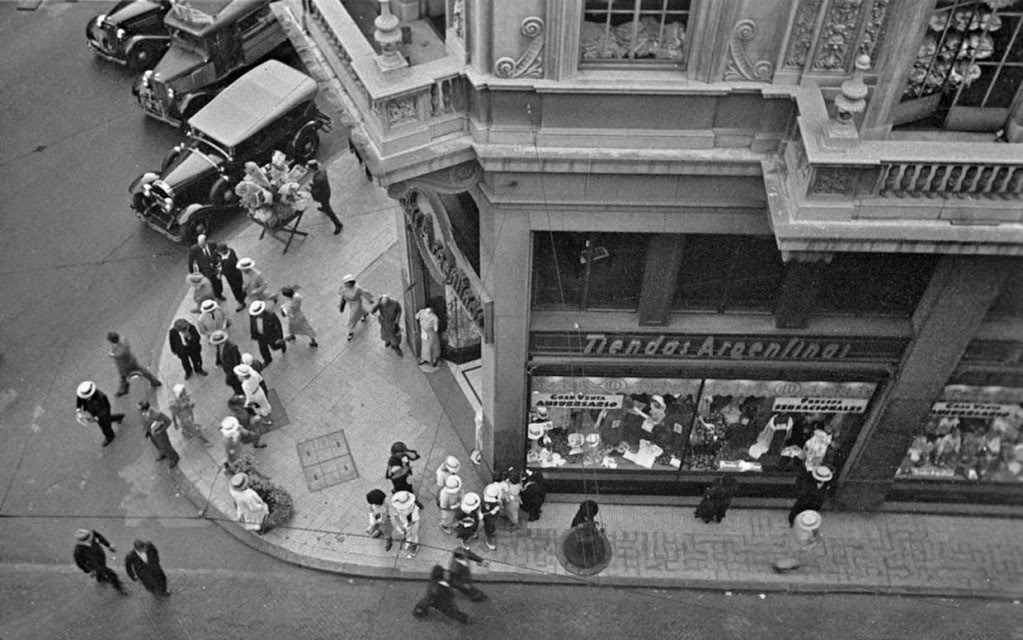
Buenos Aires, 1936

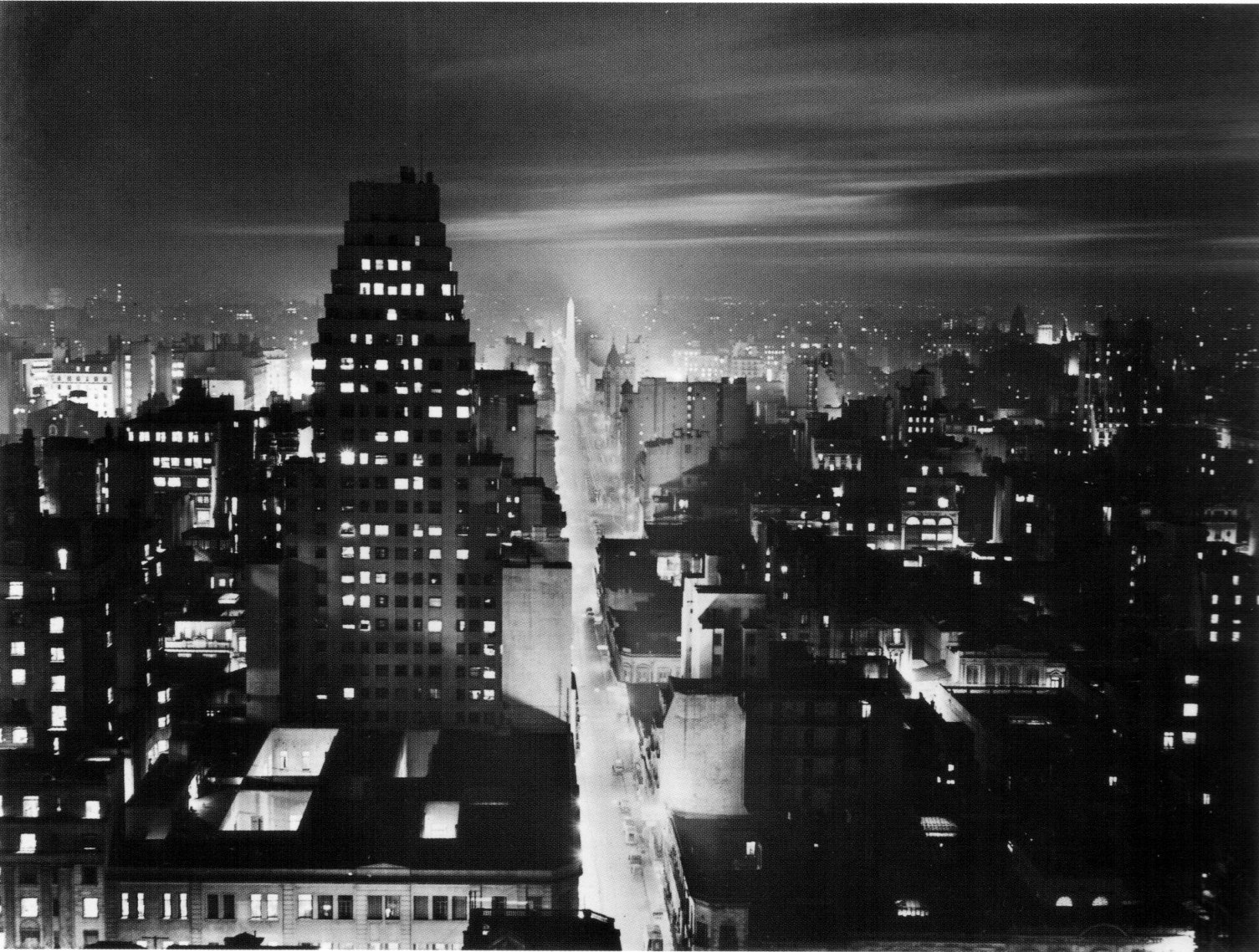
Nocturne Buenos Aires, 1936

Horacio Coppola (31 juli 1906 – 18 juni 2012) was een Argentijns fotograaf.

## Biografie
Coppola werd als jongste van tien kinderen geboren in Buenos Aires. Zijn ouders waren Italiaanse migranten. Na zijn studies begon hij op zijn twintigste als fotograaf. In de jaren twintig en dertig reisde hij naar Europa, waar hij zijn latere vrouw, Grete Stern, die ook fotografe was, leerde kennen.
In zijn Europese tijd fotografeerde hij beroemdheden in Londen. Ter ere van de vierhonderdste verjaardag werd Coppola gevraagd foto's te maken van de stad Buenos Aires, die de stad zo aantrekkelijk mogelijk zouden voorstellen.
Hij overleed op bijna 106-jarige leeftijd in 2012.